# Gruppo Sportivo Acciaierie e Ferriere Lombarde Falck 1934-1935
Questa voce raccoglie le informazioni riguardanti il Gruppo Sportivo Acciaierie e Ferriere Lombarde Falck nelle competizioni ufficiali della stagione 1934-1935.

## Rosa
| N. |                   | Ruolo | Calciatore       |
| -- | ----------------- | ----- | ---------------- |
|    | Italia (bandiera) | A     | Osvaldo Balbiani |
|    | Italia (bandiera) | A     | Attilio Belloni  |
|    | Italia (bandiera) | C     | Giacomo Bellotti |
|    | Italia (bandiera) | C     | Orazio Briganti  |
|    | Italia (bandiera) | A     | Eraldo Canavesi  |
|    | Italia (bandiera) | A     | Serafino Carrera |
|    | Italia (bandiera) | D     | Bruno Cescon     |
|    | Italia (bandiera) | C     | Michele Colombo  |
|    | Italia (bandiera) | C     | Fermo Colombo    |
|    | Italia (bandiera) | A     | Mario Lazzaroni  |
|    | Italia (bandiera) | C     | Isidoro Magni    |

| N. |                   | Ruolo | Calciatore        |
| -- | ----------------- | ----- | ----------------- |
|    | Italia (bandiera) | C     | Giuseppe Mandelli |
|    | Italia (bandiera) |       | Tarcisio Mandelli |
|    | Italia (bandiera) | C     | Delio Oldini      |
|    | Italia (bandiera) | C     | Carlo Rossoni     |
|    | Italia (bandiera) | D     | Giuseppe Seregni  |
|    | Italia (bandiera) | A     | Luigi Tommasini   |
|    | Italia (bandiera) | A     | Guido Valli       |
|    | Italia (bandiera) | D     | Mario Verga       |
|    | Italia (bandiera) | A     | Attilio Veroni    |
|    | Italia (bandiera) | P     | Angelo Villa      |
|    | Italia (bandiera) | P     | Giovanni Zanardi  |

## Arrivi e partenze
| Acquisti | Acquisti         | Acquisti   | Acquisti   |
| -------- | ---------------- | ---------- | ---------- |
| A        | Attilio Belloni  | Pro Patria | definitivo |
| A        | Eraldo Canavesi  | Legnano    | definitivo |
| A        | Serafino Carrera | Comense    | definitivo |
| C        | Fermo Colombo    | ???        | definitivo |
| A        | Mario Lazzaroni  | Marelli    | libero     |
| C        | Carlo Rossoni    | Marelli    | libero     |
| C        | Delio Oldini     | Marelli    | libero     |
| D        | Mario Verga      | Vobarno    | definitivo |
| C        | Attilio Veroni   | Marelli    | libero     |
| P        | Angelo Villa     | Marelli    | libero     |
| P        | Giovanni Zanardi | Cantù      | definitivo |

| Cessioni | Cessioni              | Cessioni          | Cessioni   |
| -------- | --------------------- | ----------------- | ---------- |
| C        | Tullio Aliatis        | Vimercatese       | definitivo |
| A        | Mario Antonioli       | smette di giocare | definitivo |
| ?        | Giovanni Brioschi     | ???               | definitivo |
| ?        | Alberto Chiavacci     | ???               | definitivo |
| ?        | Annibale Colombi      | ???               | definitivo |
| ?        | Alessandro Curtarelli | ???               | definitivo |
| ?        | Eugenio Costa         | ???               | definitivo |
| A        | Aldo Ducceschi        | Saronno           | definitivo |
| ?        | Bruno Gasparini       | ???               | definitivo |
| A        | Amleto Giani          | ???               | definitivo |
| P        | Amedeo Lissi          | Vogherese         | definitivo |
| A        | Giovanni Marin        | Comense           | definitivo |
| ?        | Licurgo Parisi        | ???               | definitivo |
| ?        | Pasquale Riboldi      | ???               | definitivo |
| ?        | Mario Rossetti        | ???               | definitivo |
| A        | Carlo Rossi           | ???               | definitivo |
| A        | Otto Schäfer          | ???               | militare   |
| ?        | Giuseppe Valzelli     | ???               | definitivo |